# Orientalische Musik
Mit dem Ausdruck orientalische Musik bezeichnet man die Musik Vorderasiens und der damit in Beziehung stehenden Regionen wie Nordafrika. Orientalische Musik beschränkt sich nicht allein auf die Musik der arabischsprachigen Länder, Israel, Iran oder die Türkei. Die orientalische Musik weist auch vergleichbare Züge mit der griechischen und indischen Musik auf; ihr Einfluss reicht über Mittelasien, den Kaukasus, von Südosteuropa bis in den Tschalga der bulgarischen Volksmusik. 
Die arabische Tonleiter unterscheidet sich erheblich von der abendländischen. So gibt es in der abendländischen Musik – also im westlichen Teil Europas – auf dem Klavier 7 „weiße“ und 5 „schwarze Tasten“. Diese Oktave (C zu c) ist in 12 Intervalle (Halbtonschritte) unterteilt. Die klassische Musik Arabiens kann aber mit 17, 19 oder 24 Intervallen in der Oktave gespielt werden. 
Streichinstrumente sowie die menschliche Stimme vermögen diese „zwischen“ den Intervallen der Klavieroktave liegenden Töne gut wiederzugeben. Diese „Vierteltöne“ sind dem abendländischen Musikempfinden fremd.
Zur orientalischen Musik zählt man
- Afghanische Musik
- Albanische Musik
- Arabeske (Musikrichtung)
- Arabische Musik
- Armenische Musik
- Aserbaidschanische Musik
- Assyrische Musik / Aramäische Musik
- Ägyptische Musik
- Äthiopische Musik
- Berber-Musik
- Bosnische Musik
- Griechische Musik (teilweise)
- Irakische Musik
- Indische Musik
- Jordanische Musik
- Kurdische Musik
- Libanesische Musik
- Lurische Musik
- Persische Musik
- Palästinensische Musik
- Raï (Nordafrika)
- Syrische Musik
- Sandzak Musik
- Türkische Musik
- Zentralasiatische Musik